# Beatrice Worsley
Beatrice „Trixie“ Helen Worsley (geboren am 18. Oktober 1921 in Querétaro, Mexiko; gestorben am 8. Mai 1972 in Waterloo (Ontario), Kanada) war die erste weibliche Informatikerin in Kanada. Sie erhielt ihren Doktortitel an der Universität von Cambridge, mit Alan Turing und Douglas Hartree als Betreuern. Ihre Promotion war die erste in dem Fach, das man heute Informatik nennen würde. Sie schrieb das erste auf EDSAC laufende Programm, war Co-Autorin des ersten Compilers für Torontos Ferranti Mark I, schrieb zahlreiche Artikel in Informatik und unterrichtete über 20 Jahre lang Computer- und Ingenieurwesen an der Queen’s University und der University of Toronto, bevor sie im Alter von 50 Jahren früh verstarb.

## Leben

### Frühes Leben
Beatrice Worsley wurde am 18. Oktober 1921 als Tochter von Joel und Beatrice Marie (geborene Trinker) geboren. Worsleys Vater Joel wurde 1887 in eine Arbeiterfamilie in Ashton-under-Lyne, Manchester, geboren. Ihre Großeltern hatten in den 1850er Jahren in Xia, Mexiko, eine Textilfabrik eröffnet, wohin ihre Eltern mit ihr im Jahr 1908 zogen. Die Anlage wurde um 1917 im Mexikanischen Bürgerkrieg von Rebellen zerstört und ihr Vater nahm eine Arbeitsstelle bei den CIMSA-Mühlen der Rio Grande-Gruppe in El Salto an, wo er später zum General Manager aufstieg.:51
Im Jahr 1920 wurde Beatrice Marie Mutter eines Sohnes, Charles Robert, und im Jahr darauf wurde ihre Tochter, Beatrice Helen, geboren. Beide Kinder wurden aus Sicherheitsgründen zuhause unterrichtet und hatten kaum Kontakt mit ihren Nachbarn. Um den Kindern eine bessere Schulbildung zu ermöglichen, zog die Familie nach Toronto, Kanada. Charles besuchte das Upper Canada College, während Beatrice Helen zuerst die Brown Public School und anschließend ab 1935 die Bishop Strachan School besuchte.:51
Die Bishop Strachan School bot zwei Tracks an, und Beatrice schrieb sich in die schwierigeren Universitätsvorbereitungskurse ein. Sie war so gut, dass der Schulleiter sie zu einer der besten Schülerinnen erklärte, die die Schule besuchten. Sie schloss ihr Studium 1939 mit Preisen in Mathematik und Naturwissenschaften ab und erhielt für die beste Gesamtnote den Preis des Generalgouverneurs.:51–52

### Erstes Studium
Worsley gewann das Burnside-Stipendium für Naturwissenschaften am Trinity College der Universität von Toronto und begann im September 1939 mit dem Studium. Ihre Bestnoten brachten ihr das erste Alexander-T.-Fulton-Stipendium für Naturwissenschaften ein.:52
Für ihr zweites Jahr wechselte sie zum Fachbereich Mathematik und Physik mit einem angewandten statt theoretischen Studienprogramm. In ihrem dritten Jahr gewann Worsley das James-Scott-Stipendium für Mathematik und Physik. Sie schloss ihr Studium der Mathematik und Physik 1944 mit einem Bachelor of Arts ab und erhielt jedes Jahr die Bestnote in jeder Klasse.:52

### Kriegsdienst
Unmittelbar nach ihrem Abschluss trat Worsley den Women’s Royal Canadian Naval Service (WRCNS oder „Wrens“, deutsch etwa: Königlicher Kanadischer Marinedienst der Frauen) bei. Nach einer Grundausbildung bei HMCS Conestoga in Galt (heute Cambridge, Ontario) wurde sie der Defence Research and Development Canada, Forschungszentrum Atlantik (NRE) in Halifax zugeteilt. Sie wurde zuerst damit beauftragt, die Hafenverteidigung, dann die Entmagnetisierung und Torpedoführung zu studieren.:52
Als der Zweite Weltkrieg endete, war Worsley die einzige „Wren“ im NRE, die sich dazu entschied, im Dienst zu bleiben. Im September 1945 wurde sie zum Leutnant befördert und führte ein neues Forschungsprojekt zur Rumpfkorrosion durch. Im Jahr darauf verbrachte sie 150 Tage auf See, viele davon auf dem Minensuchboot „HMCS Quinte“ der Bangor-Klasse des NRE, und stellte damit einen bis heute bestehenden Rekord für Wrens auf.:53 Die meiste Zeit der von ihr selbst als „Männerjob“ bezeichneten Arbeit fand unter den schrecklichen Bedingungen des kanadischen Atlantikwinters statt, wodurch sie sich den Respekt der Besatzung verdiente. Sie wurde offiziell im August 1946 demobilisiert.:52–53

### Post-graduate am MIT
Direkt nachdem Worsley die „Wrens“ verlassen hatte, wurde sie in das einjährige Masterstudium in Mathematik und Physik des MIT aufgenommen. Zu ihren Kursen gehörten ein Kurs in Festkörperphysik, unterrichtet von László Tisza, und ein Kurs über Rückkopplungsverstärker und Servomechanismen, Bereiche, in denen das MIT weltweit führend war.:53
Ihre Abschlussarbeit A Mathematical Survey of Computing Devices with an Appendix on Error Analysis of Differential Analyzers stellte sie unter der Leitung von Henry Wallman fertig, einem Mitglied des MIT Radiation Laboratory. Die Arbeit deckte fast jede damals existierende Rechenmaschine ab. Unter den vielen diskutierten Maschinen befanden sich die Harvard Mark I und Mark II, mehrere mechanische und elektromechanische Rechenmaschinen von IBM, die relaisbasierten Digitalcomputer von Bell Labs, ENIAC, EDVAC, der IAS-Computer, Whirlwind I und II, sowie EDSAC. Der Anhang befasste sich mit einer Reihe von Differentialanalysatorsystemen und untersuchte deren Fehlerquellen. Ihre Arbeit ist bis heute einer der detailliertesten Berichte über frühe Computer.:53

### Computation Centre in Toronto
Nachdem Worsley ihre Masterarbeit geschrieben hatte, kehrte sie nach Kanada zurück und sagte ihrer Familie, dass die Zukunft in Computern liege. Weil es in dieser Zeit keine Computerindustrie in Kanada gab, nahm sie eine Stelle beim National Research Council of Canada (NRC) an und arbeitete in dessen  Abteilung für Aerodynamik.:53–54
In dieser Zeit plante die Universität von Toronto die Eröffnung einer Computerabteilung, sowohl als Forschungseinrichtung an der Universität als auch als Servicebüro, um die Maschinen auf Zeit an gewerbliche und staatliche Nutzer zu vermieten. Im September 1947 stellte das NRC die ersten Mittel zur Verfügung, um zwei mechanische Lochkartenrechner von IBM zu erwerben sowie zwei Assistenten für die Bedienung einzustellen. Als Worsley davon hörte, bewarb sie sich auf die Stelle, nachdem sie nur wenige Monate in der Aerodynamikabteilung des NRC gearbeitet hatte. Sie trat der neuen Abteilung im Januar 1948 bei.:54
Eine ihrer ersten Aufgaben war ein Vertrag, die Atomic Energy of Canada Limited (AECL) bei der Computernutzung zu unterstützen; dabei arbeitete sie mit Calvin Gotlieb und J. Perham Stanley:54 zusammen. Im Sommer 1948 baute sie einen Differentialanalysator aus Meccano-Teilen, ähnlich dem 1935 von Hartree und Arthur Porter beschriebenen. Über diesen Analysator sind nur wenige Informationen erhalten. Ein zweites Modell, möglicherweise auch ein Umbau des Originals, wurde 1951 von Studenten angefertigt.:6

### Cambridge und Promotion
Nachdem der Analysator fertiggestellt war, wurden Worsley und Stanley nach Großbritannien geschickt, um sich über das EDSAC-Design zu informieren, das am „Computer Laboratory“ (heute: Informatik-Fachbereich) der Cambridge University im Bau war. Als sie ankamen, war die Maschine bereits fast fertiggestellt; sie halfen dabei, sie für den ersten Testlauf am 6. Mai 1949 in Gang zu bringen. Das erste Programm, das erfolgreich auf der Maschine ausgeführt wurde, war ein von Worsley mitgeschriebenes Programm zur Berechnung von Quadraten.:54:7 In einem der frühesten Artikel zum Thema, The E.D.S.A.C. Demonstration, sammelte sie später dieses und eine Reihe ähnlicher Programme.
Im Monat darauf fand in Cambridge ein Treffen zum Thema Computer statt. Dafür erstellte Worsley einen Bericht zu dem Programm zur Quadrateberechnung sowie zu einem neuen zur Erstellung von Primzahl-Tabellen. Der Bericht enthielt eine Beispielausgabe sowie eine Beschreibung des Codes und dessen Ausführung auf dem Computer. Dies wurde in den Konferenzberichten abgedruckt und Jahre später von Brian Randell in seinem 1973 veröffentlichten Buch The Origins of Digital Computers aufgegriffen. Dies machte Worsley lange nach den Ereignissen auf ihrem Gebiet bekannt.:55
Worsley begann anschließend ihre Doktorarbeit am Newnham College. Während ihrer Arbeit im Labor besuchte sie Kurse zur Quantenphysik bei Paul Dirac, John Lennard-Jones und Nicholas Kemmer, zur Zahlentheorie bei Albert Ingham sowie Kurse zur Numerik bei Douglas Hartree. Unter Hartree begann sie dann auch ihre Dissertation zu schreiben, der in der gleichen Zeit mit Charlotte Fischer noch eine andere kanadische Frau betreute.:55
Während dieser Arbeit kehrte Worsley aus unbekannten Gründen nach Toronto zurück:56 und setzte ihre Dissertation an der University of Toronto bei Mathematikprofessor Byron Griffith fort. Kurz darauf, im Juli 1951, wurde sie wieder am Computation Centre eingestellt. Im Jahr 1952 promovierte Worsley schließlich bei Hartree.:55
Ihre Arbeit, Serial Programming for Real and Idealized Digital Calculating Machines, gilt als die erste Dissertation überhaupt über moderne Computer.:55 Sie enthielt eine Reihe von Diskussionen über numerische Berechnungen auf Turing-Maschinen sowie Beispiele aus der Praxis, insbesondere zu EDSAC. Anschließend wurden Methoden beschrieben, mit denen erkannt werden kann, welche Maschinenbefehle erforderlich sind und welche durch Kombinationen anderer Befehle erreicht werden können. Sowohl Alan Turing als auch Claude Shannon hatten idealisierte Versionen dieses Konzepts diskutiert, aber Worsleys Beitrag bestand darin, den effizientesten Weg dafür aufzuzeigen, statt einer einzigen verallgemeinerten Lösung wie bei Shannon.:55–56

### FERUT und Transcode
Im Sommer 1948 wandte sich das Computing Centre der University of Toronto mit Plänen an das NRC, eine Kopie des relaisbasierten Digitalcomputers Mark 6 von Bell Laboratories zu bauen. Nachdem sie eine vorläufige Genehmigung erhalten hatten, wandten sie sich an Northern Electric, um Entwürfe für das Design zu erhalten. Dort wurde ihnen allerdings mitgeteilt, dass dafür Lizenzgebühren in Höhe von 25.000 USD anfallen würden (was etwa 282.627 USD im Jahr 2018 entspricht). Im März 1949 fragten sie um zusätzliche 50.000 USD für Lizenz- und Baukosten erneut beim National Research Council (NRC) an, wo sie aber angewiesen wurden, diese Pläne fallen zu lassen und stattdessen eine elektronische Version zu bauen.:7
Die Universität und das NRC planten gemeinsam ein ehrgeiziges Programm zum Bau eines erstklassigen Computers, der vom NRC, dem Defense Research Board und der Industrie verwendet werden sollte. Der Bau des UTEC (University of Toronto Electronic Computer Mark I) begann 1951, stieß jedoch aufgrund der Unzuverlässigkeit ihrer Williamsröhrenspeichersysteme schnell auf ernste Probleme. Erst gegen Ende des Jahres 1951 war das System endlich betriebssicher genug. Zu diesem Zeitpunkt wandte sich das Computing Centre für die Finanzierung einer parallelen Recheneinheit an das NCR, um das System so fertigzustellen.:8–9
Die Atomic Energy of Canada Limited war zunehmend frustriert über das Fehlen einer brauchbaren Maschine und als sie erfuhren, dass das NRC wegen der Weiterentwicklung des UTEC angesprochen worden war, rieten sie, die Mittel besser für den Kauf einer kompletten Maschine auszugegeben. Bennett Lewis von AECL war bekannt, dass Ferranti eine komplette Ferranti-Mark-I-Maschine für das britische Gegenstück zur AECL gebaut hatte, der United Kingdom Atomic Energy Authority (UKAEA), die jedoch aufgrund des Wegfalls der Finanzierung durch die neue Regierung nie ausgeliefert worden war. Diese Mark I war für nur 30.000 USD verfügbar, was in etwa der ersten Finanzierungsrate entsprach, die für die erweiterte UTEC erforderlich war.:10 Die Maschine wurde Anfang 1952 gekauft und kam auch Anfang 1952 bereits an, kurz bevor sich Worsley wieder dem Computing Centre anschloss. Sie war sich der Ankunft der Maschine bewusst und taufte sie FERUT für „Ferranti Electronic Computer an der University of Toronto“. Im Sommer des Jahres war die Maschine einsatzbereit, wodurch die University of Toronto einen der leistungsstärksten Computer der Welt besaß.:10
Im Herbst 1953 begannen Worsley und J. N. Patterson Hume mit der Entwicklung einer neuen Computersprache für die Maschine namens Transcode.:57 Diese Sprache war vergleichbar mit der von Alick Glennie an der Universität von Manchester für dieselbe Maschine entwickelten Sprache Autocode, nutzte jedoch mehrere Design-Hinweise des Mark I, um eine schnellere und etwas einfacher zu benutzende Sprache zu erstellen. Ein wesentlicher Vorteil war die Konvertierung von Dezimal auf Binär und zurück, die es Programmierern ermöglichte, Zahlen in Dezimalform einzugeben.

### Queen’s University und Tod
Trotz beeindruckender Referenzen aus Cambridge, einer Reihe von angesehenen Veröffentlichungen und mehreren Innovationen wurde Worsley wiederholt bei den Beförderungen an der University of Toronto übergangen. Erst 1960 wurde sie von einer Mitarbeiterin zum assistent professor befördert, was in etwa einer Juniorprofessur entspricht, und erst 1964 wurde sie zur assistent professor für Physik und Informatik befördert. Verglichen mit anderen Mitgliedern der Anfangszeit des Computation Centre erhielt sie weit weniger Anerkennung.:59
Im Jahr 1965 wurde Worsley eine Stelle an der Queen’s University in Kingston angeboten, als dort ein neues Rechenzentrum auf der Basis eines IBM 1620 eingerichtet wurde.:60 An der Queen’s University konzentrierte sich ihre Tätigkeit mehr auf das Unterrichten und nahm bis 1971 den größten Teil ihrer Zeit in Anspruch.:59–60 Ab September des Jahres 1971 absolvierte sie nach 20-jähriger Tätigkeit ein Sabbatjahr am Institut für Angewandte Analysen und Informatik der University of Waterloo. Am 8. Mai 1972 erlitt Worsley in Waterloo einen tödlichen Herzinfarkt.:60

## Ehrungen
Im Jahr 2014 wurde Worsley postum mit dem Lifetime Achievement Award in Computer Science vom kanadischen Verband für Informatik ausgezeichnet.